# Samarszczyna
Samarszczyna (ukr. Самарщина) – wieś na Ukrainie, w obwodzie połtawskim, w rejonie połtawskim, w hromadzie Kobelaky. W 2001 liczyła 246 mieszkańców, spośród których 240 wskazało jako ojczysty język ukraiński, 5 rosyjski, a 1 rumuński.